# NGC 5569
NGC 5569 је спирална галаксија у сазвежђу Девица која се налази на NGC листи објеката дубоког неба.
Деклинација објекта је + 3° 58' 59" а ректасцензија 14h 20m 32,2s. Привидна величина (магнитуда) објекта NGC 5569 износи 13,7 а фотографска магнитуда 14,4. NGC 5569 је још познат и под ознакама UGC 9176, MCG 1-37-3, CGCG 47-13, ARP 286, PGC 51241.